# 찰스 크라우트해머

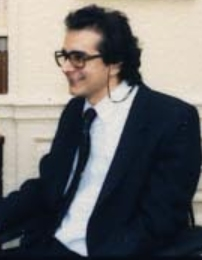
Krauthammer (1986)

찰스 크라우트해머(영어: Charles Krauthammer, 1950년 3월 13일 ~ 2018년 6월 21일)는 미국의 칼럼니스트이자 평론가이다. FOX 뉴스에 게스트 해설자로 고정 출연하고 있다. 워싱턴 포스트, 타임지, 위클리 스탠다드 잡지에서 집필 활동을 하고 있다.